# Grigorij Podgajew
Grigorij Jefimowicz Podgajew (ros. Григо́рий Ефи́мович Подга́ев, ur. 1920 w Chabarowsku, zm. 25 maja 1990 tamże) – radziecki polityk.

## Życiorys
W 1942 ukończył Tomski Instytut Industrialny i został członkiem WKP(b), 1942-1945 służył w Armii Czerwonej, 1945-1948 był instruktorem wydziału Chabarowskiego Komitetu Krajowego WKP(b), a 1948-1949 zastępcą sekretarza ds. transportu Komitetu Miejskiego WKP(b) w Komsomolsku nad Amurem. Następnie (1949-1951) instruktor Wydziału Przemysłu Ciężkiego i zastępca kierownika Wydziału Budowy Maszyn Chabarowskiego Komitetu Krajowego WKP(b), 1951-1954 I sekretarz Stalińskiego Komitetu Rejonowego WKP(b)/KPZR w Chabarowsku, od stycznia 1954 do 1956 I sekretarz Wiaziemskiego Komitetu Rejonowego KPZR w Kraju Chabarowskim. W latach 1955–1958 słuchacz Wyższej Szkoły Partyjnej przy KC KPZR, 1958-1959 kierownik Wydziału Przemysłu Obronnego Chabarowskiego Komitetu Krajowego KPZR, od 1959 do marca 1961 I sekretarz Komitetu Miejskiego KPZR w Chabarowsku, od marca 1961 do 13 maja 1962 przewodniczący Komitetu Wykonawczego Rady Obwodowej Żydowskiego Obwodu Autonomicznego. Od 13 maja 1962 do 24 lipca 1970 I sekretarz Komitetu Obwodowego KPZR Żydowskiego Obwodu Autonomicznego, od 23 lipca 1970 do 15 grudnia 1981 przewodniczący Komitetu Wykonawczego Chabarowskiej Rady Krajowej, następnie na emeryturze, od 30 grudnia 1983 do końca życia przewodniczący Chabarowskiej Krajowej Rady Weteranów Wojny. Odznaczony Orderem Czerwonej Gwiazdy i Medalem Wystawy Osiągnięć Gospodarki Narodowej ZSRR. Deputowany do Rady Najwyższej ZSRR 6 kadencji.